# Bilozerske
Bilozerske (ukrajinsky Білозерське, rusky Белозёрское – Belozjorskoje) je město v Doněcké oblasti na Ukrajině. K roku 2024 mělo čtrnáct tisíc obyvatel.

## Poloha a doprava
Bilozerske leží v oblasti Donbasu a ze správního hlediska spadá do Pokrovského rajónu.

## Historie
Bilozerske bylo založeno v roce 1913 a městem je od roku 1966.